# Empis ulrichi
Empis ulrichi är en tvåvingeart som beskrevs av Chvala 1999. Empis ulrichi ingår i släktet Empis och familjen dansflugor. Inga underarter finns listade i Catalogue of Life.